# Glochidion cleistanthoides
Glochidion cleistanthoides är en emblikaväxtart som beskrevs av Francis Raymond Fosberg. Glochidion cleistanthoides ingår i släktet Glochidion och familjen emblikaväxter. Inga underarter finns listade i Catalogue of Life.